# Paul R. Ehrlich
 Denne artikel omhandler økologen Paul R. Ehrlich. Opslagsordet har også en anden betydning, se Paul Ehrlich.
Paul Ralph Ehrlich (født 29. maj 1932 i Philadelphia, USA) er en amerikansk biolog og pædagog, der er Bing professor i befolkningsstudier ved Stanford University og formand for Stanfords Center for Conservation Biology. Han er en entomolog med specialitet i Lepidoptera (sommerfugle), men han er bedre kendt som en økolog, specielt for sine advarsler om ubegrænset befolkningstilvækst og begrænsede ressourcer. Ehrlich blev kendt efter offentliggørelsen af sin kontroversielle bog The Population Bomb ("Befolkningsbomben") i 1968. Han er også kendt for det berømte Simon-Ehrlich-væddemål, et væddemål om udviklingen i priserne på fem forskellige metaller (krom, kobber, nikkel, tin og wolfram) over tiåret 1980-90, som Ehrlich indgik i 1980 med økonomen Julian Simon. Ehrlich tabte væddemålet: I modsætning til hans forudsigelse faldt priserne på samtlige fem mineraler i løbet af perioden. På trods af den betydelige globale befolkningsvækst i perioden var der altså ikke kommet større knaphed på råstofferne. En senere undersøgelse har vist, at Ehrlich snarere var uheldig med sin timing: Ved at lave simulationer for råstofpris-udviklingen i hver eneste tiårs-periode fra 1900 til 2008 sås det, at Ehrlich ville have fået ret i 63 % af tilfældene.
Paul R. Ehrlich tog bacheloruddannelse i zoologi i 1953 ved University of Pennsylvania og kandidatgrad i 1955 og Ph.D. i 1957 ved University of Kansas. Han er en kendt entomolog (insektbiolog) med sommerfugle som speciale. Han kom til Stanford i 1959, blev professor i biologi i 1966 og fik Bing-professoratet i 1977.
Ehrlich blev kendt i 1968 med sin bog The Population Bomb. Ehrlich forudsagde, at massehungersnød ville bryde ud mellem 1970 og 1985, og at hundreder af millioner af mennesker ville sulte til døde i 1970– og 1980'erne. Årsagen til den forudsagte sult var, at befolkningstilvæksten ville overstige de disponible ressourcer.  Ehrlich mente, at dette ville ske, uanset hvilke foranstaltninger der blev indledt.
Ehrlichs forudsigelser var kontroversielle, og han fik både positiv opmærksomhed (først og fremmest ved udgangen af 1960– og begyndelsen af 1970'erne) og blev stærkt kritiseret. Hans ideer blev set af kritikere som malthusianske. Da hans forudsigelser ikke holdt stik, blev kritikken efterhånden mere dominerende. Hans teorier er blevet kritiseret for at være overdrevent pessimistiske. Nogle af hans foreslåede løsninger, for eksempel afskæring af fødevarehjælp til de mest "håbløse" lande, er blevet stærkt kritiseret.
I sine senere skrifter var Paul R. Ehrlich betydeligt mere forsigtig og mindre kategorisk i sine udtalelser. Men han mener stadig, at hans teorier for det meste var korrekte. Han skrev i 2009 om befolkningsbomben, at "måske den mest alvorlige fejl var, [at bogen] var alt for optimistisk om fremtiden."
Ehrlich, og andre, mener, at han fik timingen forkert, men at katastrofen stadig vil komme. Menneskeheden har udskudt tidspunktet for katastrofen ved brug af mere intensive landbrugsteknikker, der blev indført under den grønne revolution, som i sidste ende vil føre til en miljømæssig og social katastrofe. De siger at den stigende befolkning og velstand lægger mere og mere pres på det globale miljø på mange forskellige områder, fra tab af biodiversitet, overfiskeri, global opvarmning, urbanisering, kemisk forurening og konkurrence om råvarer. Ehrlich hævder, at på baggrund af den voksende globale velstand er det vigtigt at reducere den samlede befolkning og forbruget for at beskytte miljøet og bevare levestandarden. Han fastholder stadig, at de nuværende vækstrater er for høje for en bæredygtig fremtid.
Royal Academy tildelte ham i 1990 Crafoordprisen inden for Life Sciences. Han delte prisen med Edward O. Wilson.